# Taraxacum persicum
Taraxacum persicum (кульбаба перська) — вид квіткових рослин з підродини цикорієвих (Cichorioideae).

## Поширення
Австрія, Чехословаччина, східноєвропейська Росія, Угорщина, Іран, Казахстан, Крим, Ліван-Сирія, Туреччина, Україна.

## Біоморфологічна характеристика
Це багаторічна рослина.